# Heinrich Köhler
Heinrich Köhler est un homme politique allemand, né le 29 septembre 1878 à Karlsruhe où il est mort le 6 février 1949.
Membre du Zentrum puis de la CDU, il est ministre des Finances entre 1927 et 1928.

## Biographie
Il est enterré au cimetière principal de Karlsruhe.